# Gipfel des Unwahrscheinlichen
Gipfel des Unwahrscheinlichen: Wunder der Evolution ist ein 1999 auf Deutsch beim Rowohlt Verlag erschienenes populärwissenschaftliches Sachbuch des britischen Evolutionsbiologen Richard Dawkins. Es erschien im englischen Original unter dem Titel Climbing Mount Improbable im Jahre 1996 bei Viking, Penguin Group, London. Dawkins geht in seinem Werk der Frage nach, welche Rolle Zufall und natürliche Selektion bei der Entwicklung des Lebens spielen.

## Inhalt
Kapitel 1–2

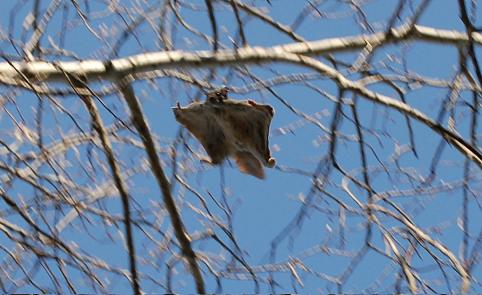
Was nützt ein halber Flügel?
Laut Dawkins zeigen die Gleithörnchen eine mögliche Antwort auf diese, häufig von Kreationisten gestellte Frage.

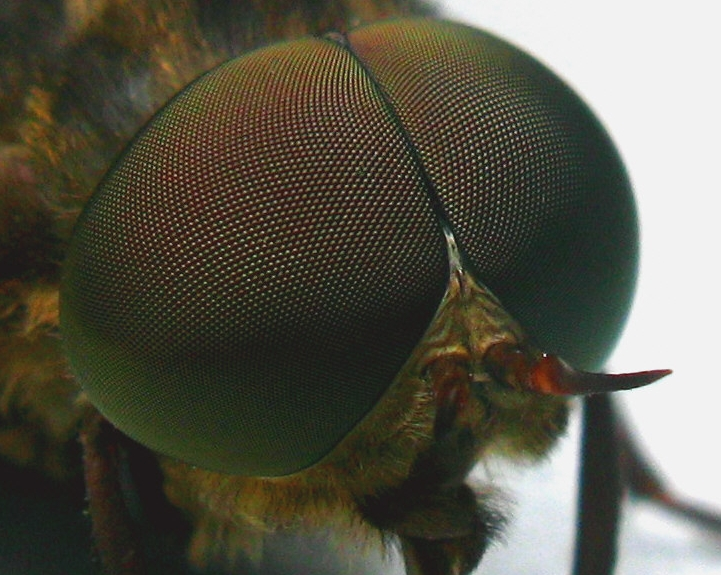
Facettenaugen einer Pferdebremse:
Schätzungen zufolge haben sich Augen mindestens vierzigmal in verschiedenen Gruppen des Tierreichs voneinander unabhängig entwickelt.

Biologische Formen sind weder absichtlich gestaltet, noch durch reinen Zufall entstanden. Sie sind das Ergebnis natürlicher Selektion. Dawkins zeigt, welche Faktoren zur Entwicklung der komplizierten Bauweise eines Spinnennetzes beigetragen haben könnten.
Kapitel 3
Um leichter verständlich zu machen, dass die Evolutionstheorie keine Theorie des Zufalls ist, führt Dawkins die Parabel vom Unwahrscheinlichkeitsgebirge ein. In diesem Gebirge entspricht eine größere Höhe einer zunehmenden Komplexität. Der heutige Betrachter, der auf die Vielgestaltigkeit des Lebens schaut, steht am Fuß eines gewaltigen Steilhangs und kann sich nicht vorstellen, wie die Arten den Gipfel der höchsten Komplexität ohne einen intelligenten Gestalter erreichen konnten. Seinem oberflächlichen Blick entgeht jedoch, dass die gegenüberliegende Seite des Gebirges nicht steil ist, sondern einen stark abgeflachten Anstieg aufweist. Die Entwicklung der Arten entspricht dem Aufstieg im Unwahrscheinlichkeitsgebirge. Zufällig sind lediglich die Mutationen, doch die nicht zufällige Selektion sorgt für einen kontinuierlichen Höhengewinn.
Kapitel 4
Das Hauptaugenmerk in diesem Kapitel liegt auf der Entwicklung des Fliegens bei Insekten, Säugetieren und Vögeln. So könnten letztere aus Dinosauriern hervorgegangen sein, die ihrer Beute über zunehmend weite Strecken hinterhersprangen.
Kapitel 5
Hier geht es um die Evolution des Auges. Auch wenn sich nicht alle Übergangsformen in Form von Fossilien nachweisen lassen, geben heute lebende Arten eine Vorstellung von den unterschiedlichen Entwicklungsstufen des Sehvermögens. Das Spektrum reicht von Photorezeptoren bei Wirbellosen bis hin zu hochkomplexen Wirbeltieraugen.
Kapitel 6
Für Dawkins ist die Selektion die treibende Kraft der Evolution. Am Beispiel von Schneckenhäusern demonstriert er, dass in der Natur nicht alle mathematisch möglichen Formen auch tatsächlich existieren. Einige Fachleute meinen, nicht alle diese Formen werden durch Mutation hervorgebracht. Dawkins tendiert jedoch eher zu der Meinung, dass diese Formen nicht von Vorteil sind und daher ausselektiert werden.
Kapitel 7
Eine symmetrische und segmentierte Embryonalentwicklung hat einen beschleunigenden Einfluss auf die Evolution. Mutationen wirken sich nicht nur an einer, sondern an mehreren Stellen des Organismus gleichzeitig aus.
Kapitel 8–9
Laut Dawkins dienen Lebewesen einzig und allein der Vervielfältigung ihrer DNA. Auch diese in den Genen festgelegte Anweisung gibt es nur deshalb, weil die Lebewesen die Selektion anderenfalls nicht überstehen und folglich nicht existierten. Die Organismen sind wie Von-Neumann-Sonden, wie beliebig komplexe Roboter, die Kopien ihrer selbst herstellen.
Kapitel 10
Im letzten Abschnitt beschreibt Dawkins die verwickelte Symbiose von Feigen und Feigenwespen. Für ihn handelt es sich dabei um einen besonders hohen Gipfel im Unwahrscheinlichkeitsgebirge – jedoch nicht unerreichbar hoch:

„Selbst die schwierigsten Probleme sind zu lösen, und die steilsten Höhen lassen sich erklimmen, wenn man nur einen langsamen, allmählichen, Schritt für Schritt gangbaren Weg findet. Das Unwahrscheinlichkeitsgebirge ist nicht im Sturmangriff zu nehmen. Man muß es zwar nicht immer langsam, aber stets allmählich besteigen.“

## Rezensionen
„Kann Dawkins Buch Kreationisten und feindlich gesinnte Physiker umstimmen? Ich bezweifle es. Auch Darwins Die Entstehung der Arten war für die Öffentlichkeit bestimmt, nicht nur für seine Kollegen, und Darwin schrieb deutlich. Doch in Annäherung an ein breites Publikum könnte Dawkins helfen, ignorante Kritik an der Evolution bei aufgeschlossenen Lesern zu beseitigen. Wenn dem so ist, wird das Buch der Wissenschaft und der Gesellschaft nützlich sein.“

„Evolution durch natürliche Selektion ist ohne Frage ein fester Bestandteil der modernen Wissenschaft, wie auch die Kontinentalverschiebung in der Geologie. Es ist das erklärende Fundament für ein ganzes Gebiet. Aber Dawkins glaubt ferner, dass alle Fragen über das Leben die gleiche Antwort haben: natürliche Selektion. Solcher fundamentalistischer Glauben simplifiziert die biologische Welt und verdunkelt wichtige Fragen über die treibenden Kräfte der Evolution.“

## Buch
- Richard Dawkins: Gipfel des Unwahrscheinlichen: Wunder der Evolution, Aus dem Englischen von Sebastian Vogel, Rowohlt 1999, ISBN 3498013076